# Schloss Moschen
Das Schloss Moschen in Moschen im Herzogtum Oppeln wurde im 17. Jahrhundert für die Familie Tiele-Winckler im Barock-, Neogotik- und Neorenaissance-Stil errichtet. Es liegt in Klein Strehlitz (polnisch Strzeleczki) in der Woiwodschaft Opole (Oppeln) in Polen, zwischen den Städten Prudnik und Krapkowice. Das Schloss mit 365 Zimmern ist umgeben von einer weiträumigen Parkanlage. Die Vielzahl der Türme gibt dem Gebäude ein markantes Aussehen.

## Geschichte

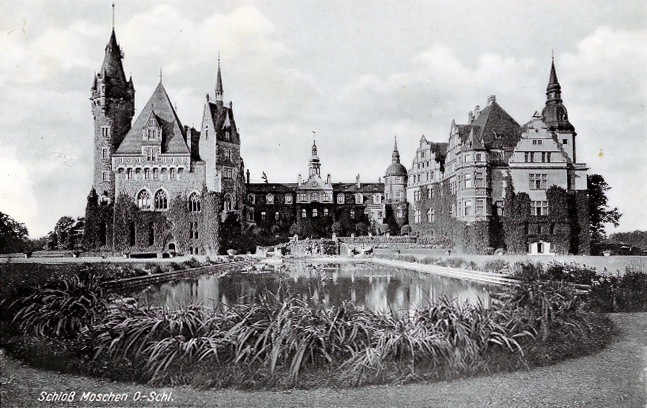
Historische Aufnahme vom Schloss

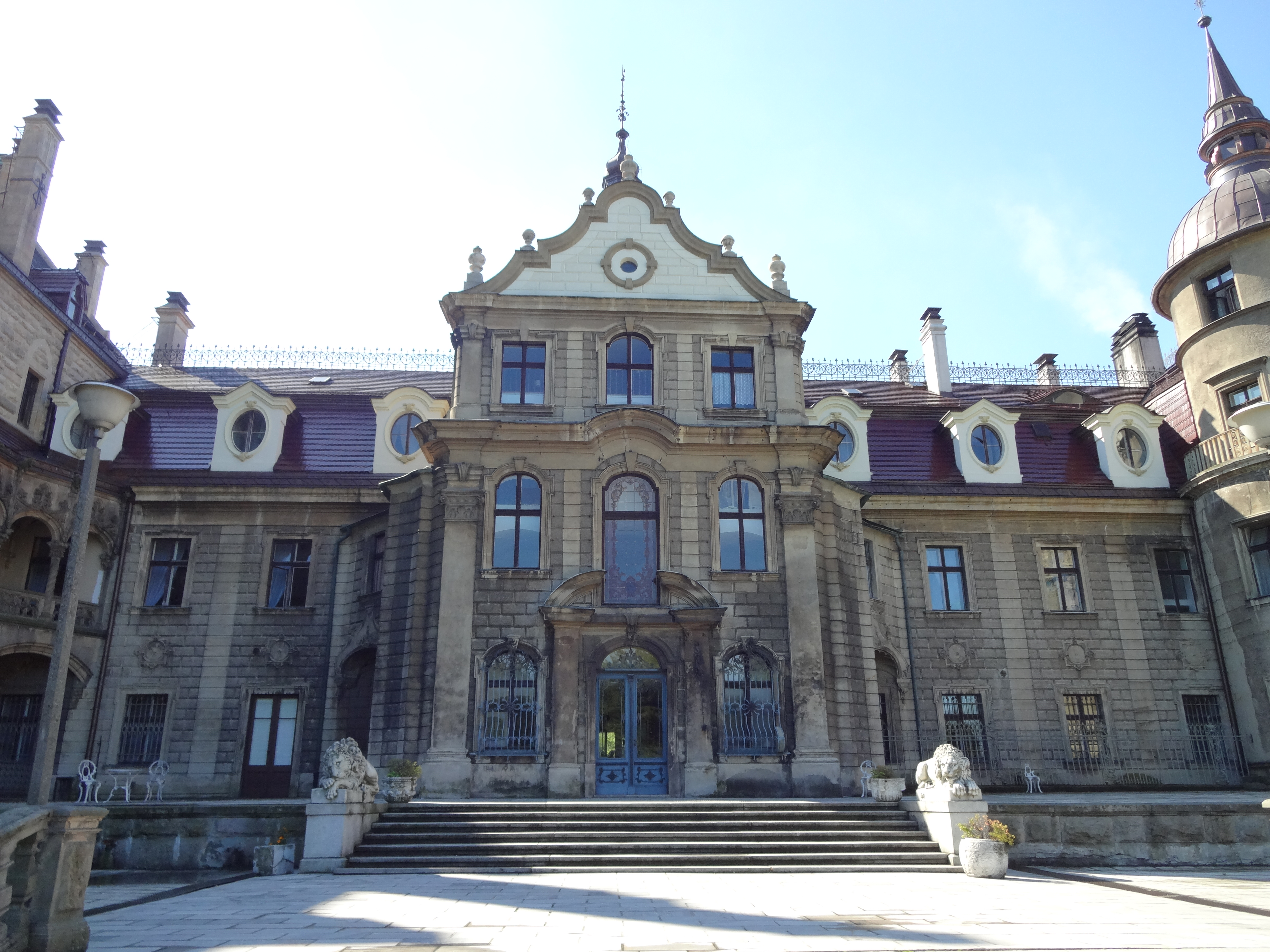
Der mittlere Flügel im barocken Stil

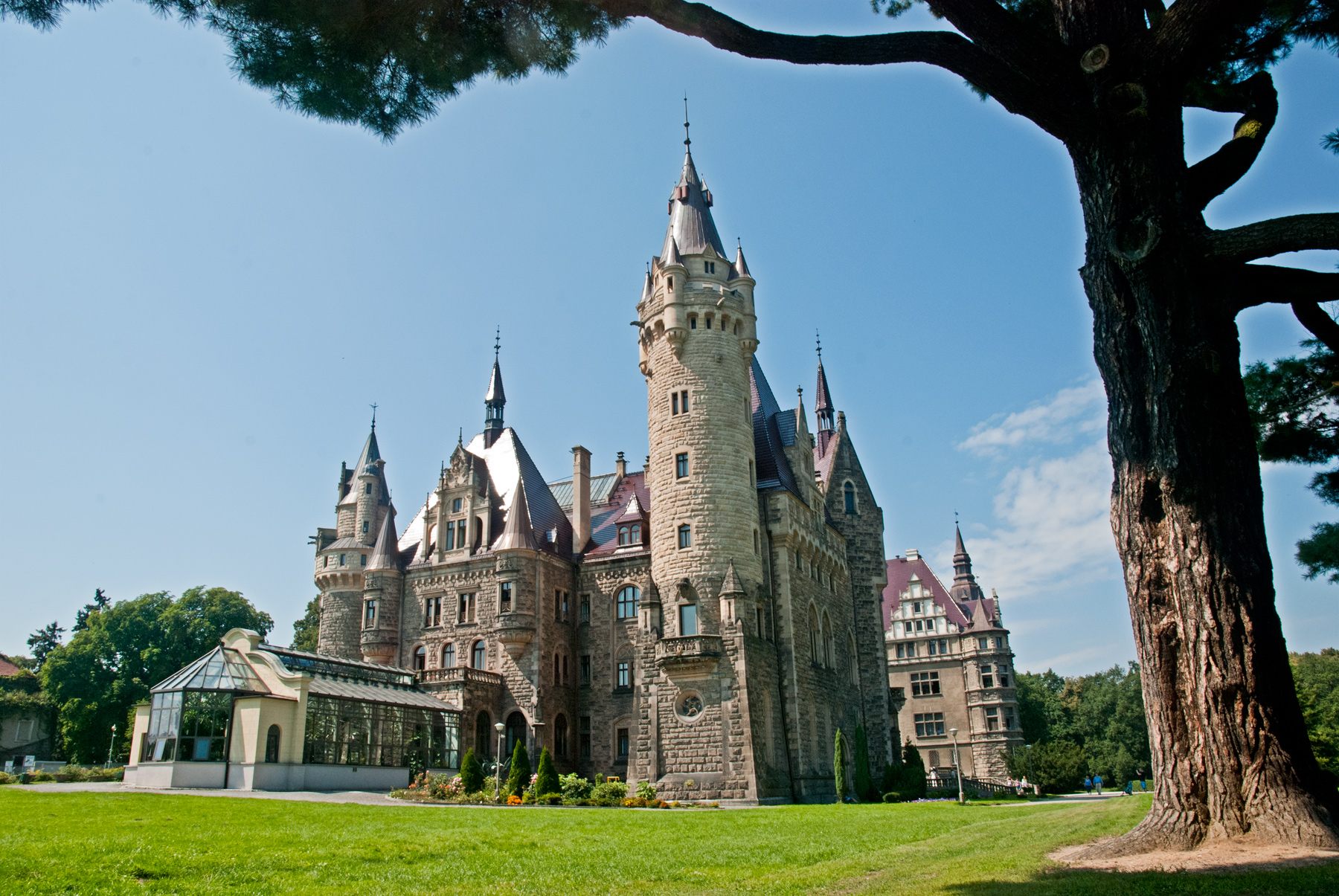
Der um die Jahrhundertwende erbaute Ostflügel im Stil der Neogotik und die Orangerie

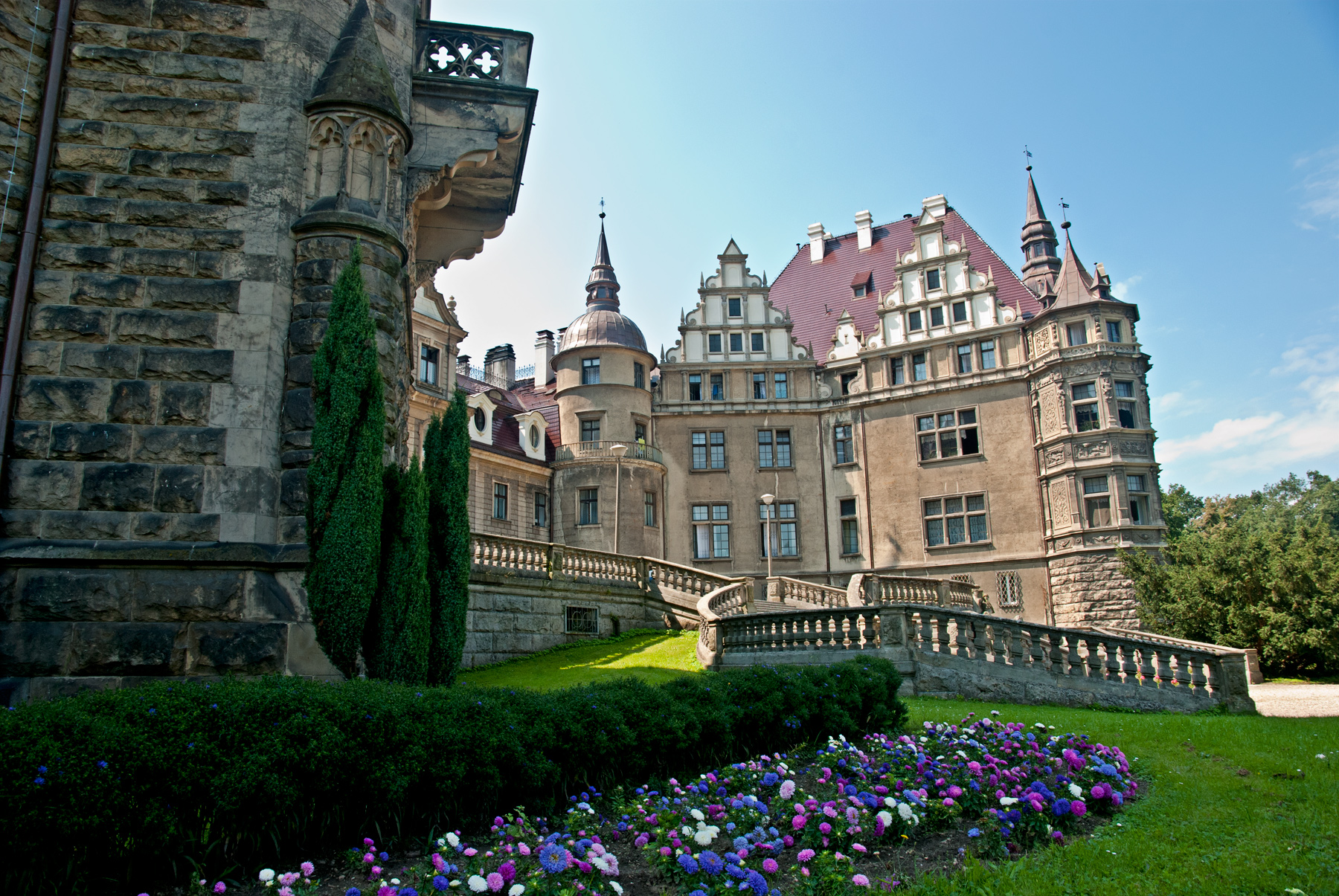
Der von 1912 bis 1914 erbaute Westflügel im Stil der Neorenaissance

Das Schloss wurde in der ersten Hälfte des 17. Jahrhunderts erbaut und gehörte zunächst den Grafen von Proskau. 1768 wurde der Grundstein zum jetzigen Schloss gelegt und man schuf die Grundlage für die gärtnerische Ausgestaltung der Umgebung, zu der die Anlage einer 700 Meter langen Lindenallee gehörte. 1866 erwarb Hubert Gustav von Tiele-Winckler, der Begründer des Geschlechts Tiele-Winckler, das Anwesen einschließlich des Dorfes Moschen und der gesamten Parkanlage. Dem Begründer des Geschlechtes wurde im Park ein Denkmal gesetzt. Nach dessen Tod erbte sein Sohn Franz Hubert von Tiele-Winckler das Vermögen und erhielt 1895 den Grafentitel vom Deutschen Kaiser.
In der Nacht vom 2. auf den 3. Juli 1896 brannte das barocke Schloss aus ungeklärter Ursache nieder und wurde daraufhin im selben Stil wieder aufgebaut. Dabei wurde das Schloss weiter ausgebaut. Der Architekt dieser Ausbauten ist nicht bekannt, jedoch weiß man, dass Franz Hubert von Tiele-Winker selber Ideen verwirklichte. 1900 wurde es durch einen neogotischen Ostflügel und durch den Bau einer Orangerie ergänzt. Parallel setzte sich der Graf mit Spenden für die Erforschung der schlesischen Heimatgeschichte ein. Von 1912 bis 1914 wurde die Schloss-Anlage mit dem Bau eines Westflügels im Neorenaissance-Stil erweitert. Im September 1911 und November 1912 besuchte der Deutsche Kaiser Wilhelm II. das Schloss Moschen.
Nach dem Tod von Franz Hubert von Tiele-Winckler im Dezember 1922 ging das Vermögen an seinen Sohn, Claus-Hubert von Tiele-Winckler. Dieser ließ im Garten einen Pavillon für seine kostspieligen Hobbys erbauen, wie zum Beispiel Kartenspiele. Graf Claus-Hubert von Tiele-Winckler, geboren 1892, war dreimal verheiratet, verstarb kinderlos im Jahr 1938. Dessen Herrschaft Moschen umfasste mit Zellin, Buhlau, Lichten, Neudorf, Krähenbusch und Servitutwald mehrere Rittergüter, gesamt 4328 ha. Die Gutsdirektion war unterteilt in Sekretariat, Ökonomie- und Forst-Oberleitung und Rentmeister.
Neuer und letzter Bewohner des Schlosses wurde der Neffe und Adoptivsohn Hans Werner von Tiele-Winckler-Rothenmoor. Dieser verließ das Anwesen mit seiner Familie im Februar 1945. Im gesamten Zweiten Weltkrieg blieb das Schloss unbeschädigt. Danach bezog die Rote Armee das Schloss. Die Familie von Tiele-Winckler lebte danach in Kiel.
Während der Besetzung 1945 wurde ein großer Teil der Inneneinrichtung zerstört. Nach der Enteignung der Familie Tiele-Winckler und der Verstaatlichung des Gebäudes durch den polnischen Staat diente es als Sitz verschiedener Institutionen, unter anderem ab 1972 eines Sanatoriums. Seit 1997 befindet sich in dem Gebäude ein Therapiezentrum. 1998 wurde im Schloss die Schlossgalerie eröffnet. Das ehemalige „Zimmer des Herrn“ wird heute als Bibliothek und Leseraum genutzt, die Schlosskapelle als Konzertsaal. In unmittelbarer Nachbarschaft befindet sich seit 1948 das Gestüt Moszna. Hier wurden ab den 1960er Jahren die ersten Pferde für den polnischen Leistungssport gezüchtet. Zurzeit befinden sich hier 200 Pferde, welche an internationalen Dressurturnieren teilnehmen, u. a. bei den Olympischen Spielen.

## Architektur

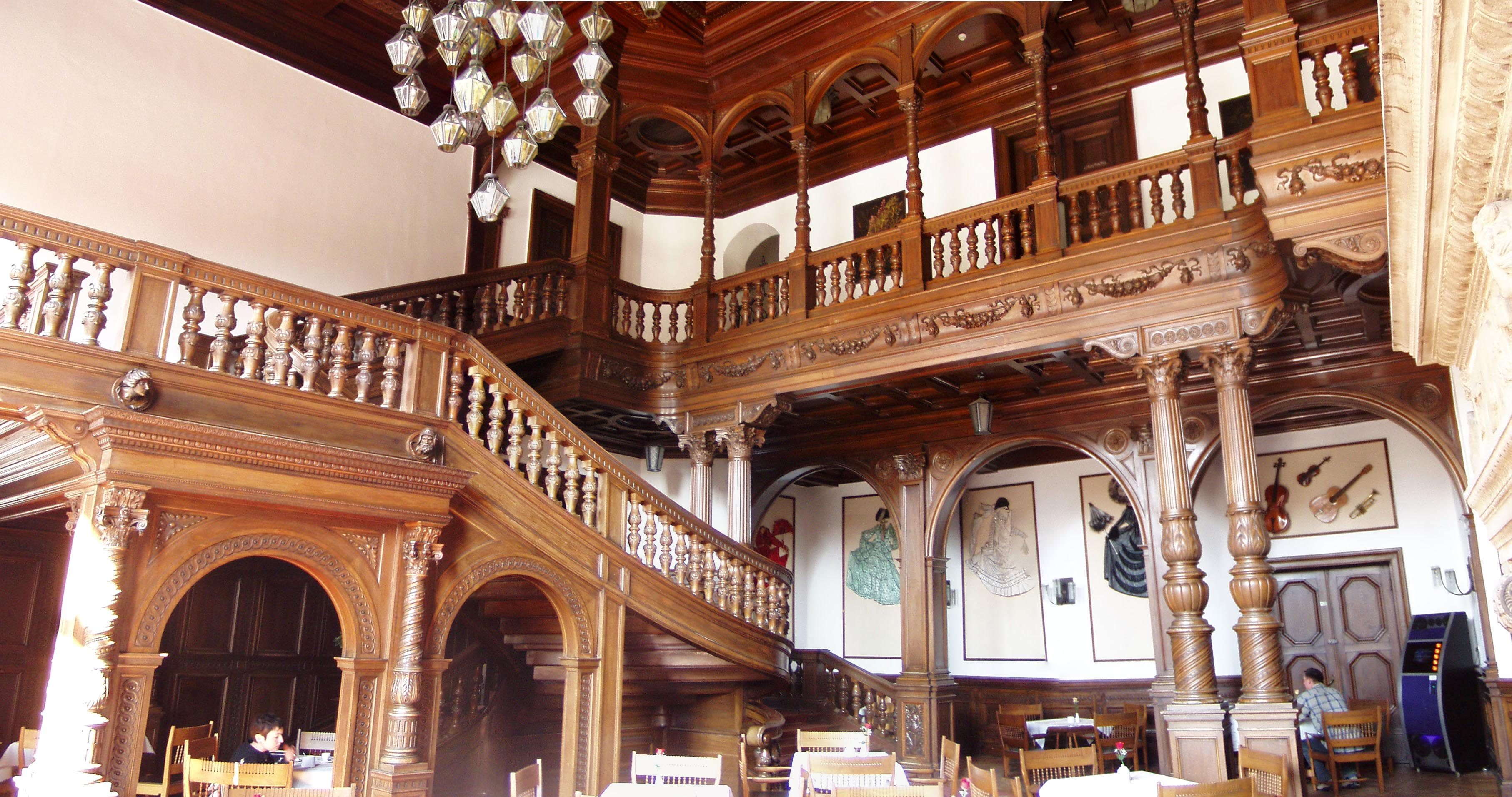
Innenansicht

Das Schloss besteht aus drei Teilen, jeder in seinem eigenen Charakter und Stil. Der mittlere und älteste Teil des Schlosses wurde im Stil des Barocks erbaut. Nach der Zerstörung 1896 wurde er originalgetreu wieder aufgebaut.
Die beiden seitlichen Flügel verleihen dem Gebäude eine unregelmäßige U-Form. Der östliche Flügel wurde im Stil der Neogotik um die Jahrhundertwende erbaut. Hier befindet sich eine Vielzahl an Türmen und Erkern. Der westliche und jüngste der drei Flügel wurde zwischen 1912 und 1914 im Stil der Neorenaissance erbaut. Er besitzt vier Etagen und zahlreiche Halbsäulen und Pilaster sowie den achteckigen Jägerturm.
Durch die Türme entsteht der Eindruck eines mittelalterlichen Schlosses. Die kontrastreichen und nicht typischen Elemente bilden ein harmonisches Gefüge. Gebäude und Zimmer sind mit jeglichen Dekorationen geschmückt, darunter Gesims, Rosetten, Halbsäulen und Reliefs.

## Parkanlage

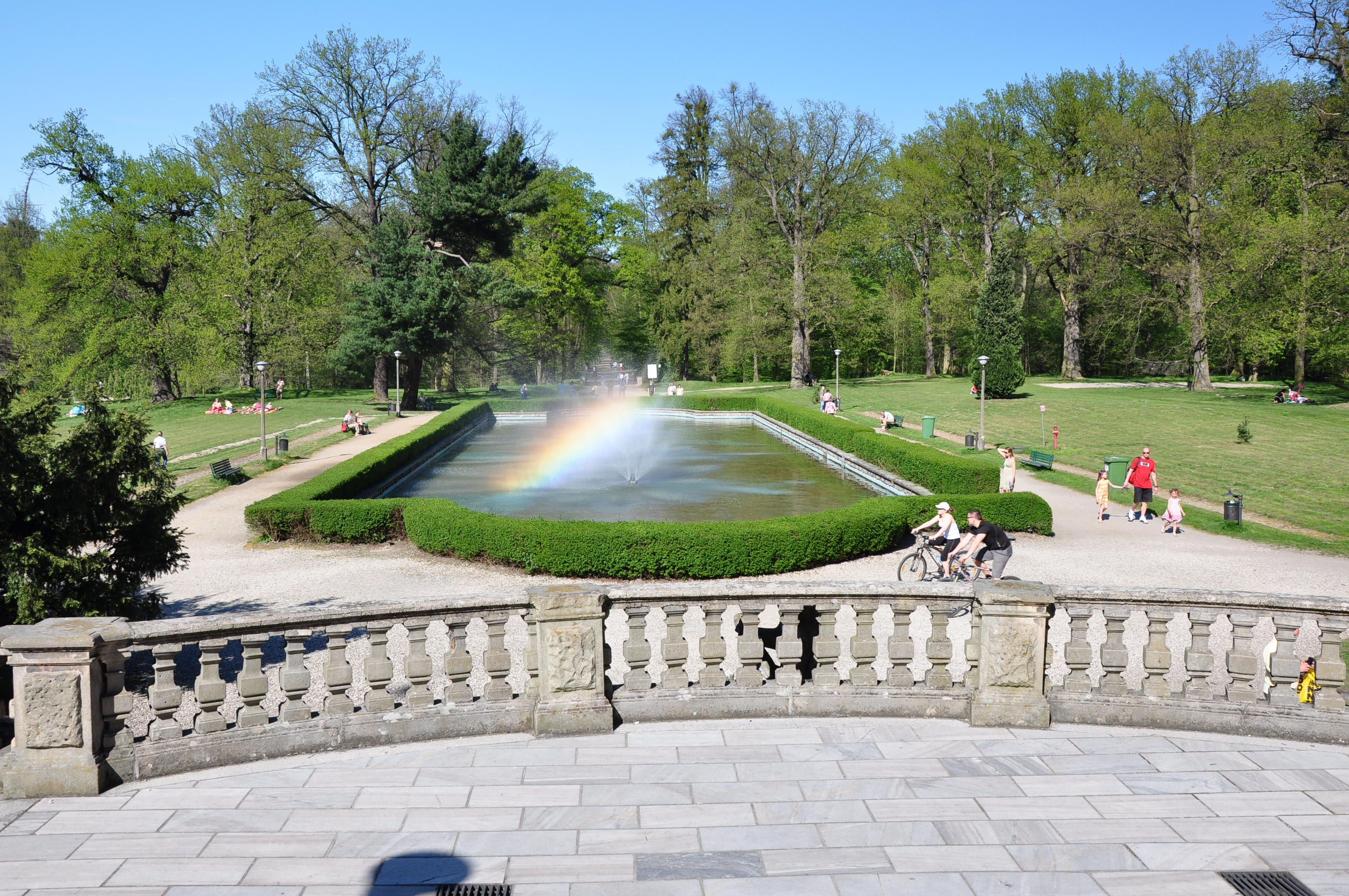
Eine der Fontänen im Garten

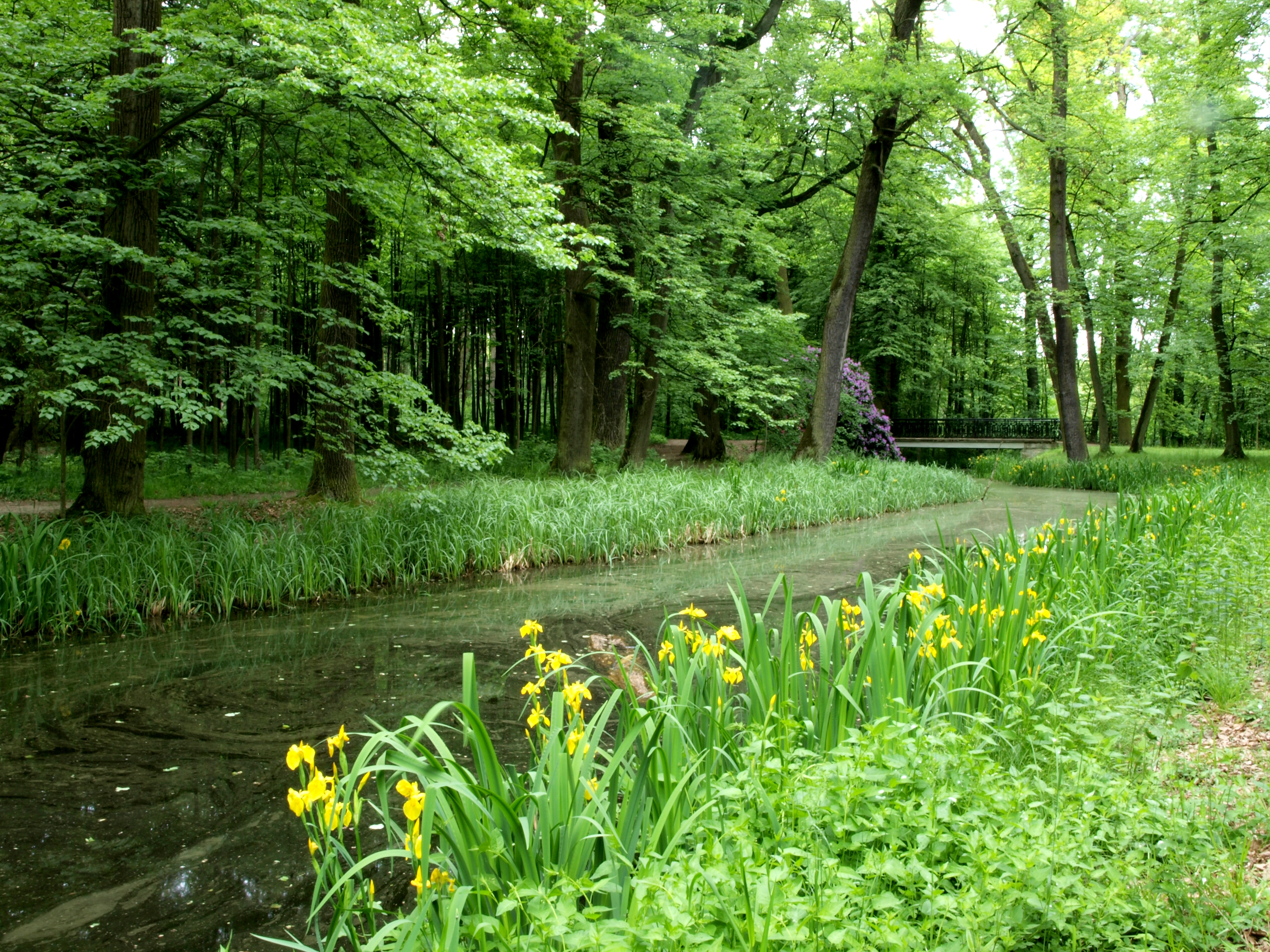
Einer der Kanäle in der Parkanlage

Zum Schloss gehört die angrenzende große Parkanlage, die zu den größten und schönsten Parkanlagen im Oppelner Land zählen soll. Die Anlage besitzt keine Begrenzungen, wodurch eine direkte Verbindung zu den angrenzenden Wäldern und Feldern geschaffen wurde. Die Hauptachse mit der Lindenallee mit der geometrischen Anordnung wurde im Stil des Barock entworfen. Im Vorfeld des Schlosses befindet sich ein rechteckig angelegter Garten mit Teich und Fontäne, welcher an die italienische Renaissance anknüpft.
Des Weiteren befinden sich zahlreiche Kanäle und Brücken im Park, welche im niederländischen und im französischen Stil erbaut wurden. Im Park befinden sich zahlreiche Baumsorten, darunter 200 Jahre alte Lindenbäume und 300 Jahre alte Stieleichen. Seit 20 Jahren findet jedes Jahr im Mai und Juni das Festival der blühenden Azaleen statt. Hinter dem Park befindet sich auf einer Wiese eine alte slawische Burganlage mit der Grabstätte der Familie von Tiele-Winckler. Die gräfliche Familie hatte für den Park einst einen gesonderten Gartenkünstler, einen Obergärtner, mehrere Schlossgärtner sowie einen Parkgärtner in Anstellung.